# Monte Sant'Angelo
Monte Sant'Angelo est une commune italienne de la province de Foggia dans la région des Pouilles. Ville importante du point de vue religieux, elle s'est bâtie autour du sanctuaire de l'archange Michel qui lui donne son nom.

## Géographie
Monte Sant'Angelo est une ville située à environ 800 m d'altitude sur la côte est du massif du Gargano dans les Pouilles en Italie. Elle domine la plaine de Foggia.

### Hameaux
Les frazioni de Monte Sant'Angelo sont Macchia (Marina di Monte Sant’Angelo) et Ruggiano.

### Communes limitrophes
Les communes voisines de Monte Sant'Angelo sont Cagnano Varano, Carpino, Manfredonia, Mattinata, San Giovanni Rotondo, San Marco in Lamis, Vico del Gargano et Vieste.

## Histoire

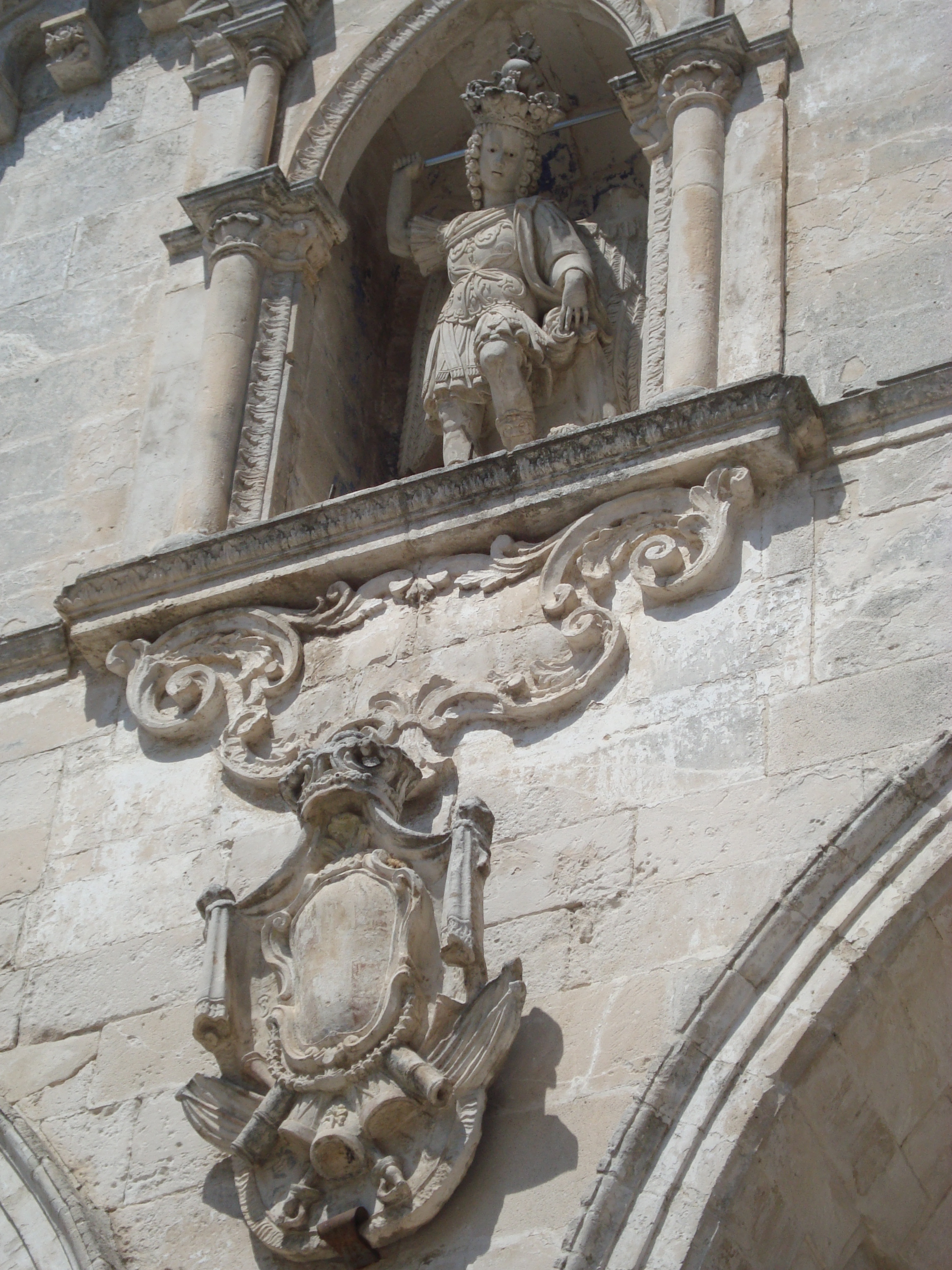
Statue de l'archange Michel à l'entrée du sanctuaire.

Monte Sant'Angelo est une ville créée au XIe siècle. En 1042, elle devient le chef-lieu d'un comté dirigé par le Normand Radulf fils d'Éven. De 1081 à 1103, elle devient, sous la direction du baron italo-normand Heinricus, la capitale des possessions des Normands sur l'éperon de l'Italie que constitue le Gargano.
Selon la tradition, l'archange Michel serait apparu à l'évêque Lorenzo Maiorano le 8 mai 490 lui ordonnant de construire un lieu de culte chrétien dans une grotte sous la ville, afin de chasser les croyances païennes en cours. L'archange lui serait réapparu en 492 et 493. Le village se développera autour du lieu de culte. Monte Sant'Angelo devient par la suite le point d'arrivée des pèlerinages en partance du Mont Saint-Michel en France et traversant l'Europe par la via Sacra Langobardorum.
Au XVIIe siècle la ville fait partie du royaume de Naples avant d'intégrer l'Italie unifiée au XIXe siècle.

## Administration
| Période                                  | Période | Identité | Étiquette | Qualité |
| ---------------------------------------- | ------- | -------- | --------- | ------- |
|                                          |         |          |           |         |
| Les données manquantes sont à compléter. |         |          |           |         |

### Démographie
Habitants recensés

## Économie
L'économie, longtemps basée sur la culture en terrasse des collines environnantes et l'élevage, est maintenant largement tournée vers le tourisme généré par l'attrait du sanctuaire.

## Culture et patrimoine
- Sanctuaire de l'archange Saint Michel
- Château de Monte Sant'Angelo
- Église Santa Maria Maggiore du XIe siècle
- Église San Benedetto du XIIe siècle
- Abbaye de Pulsano
- Agnello de Naples

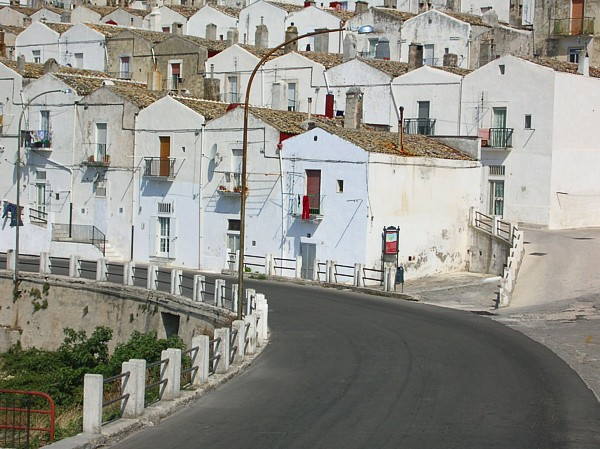
Les maisons paysannes typiques de Monte Sant'Angelo
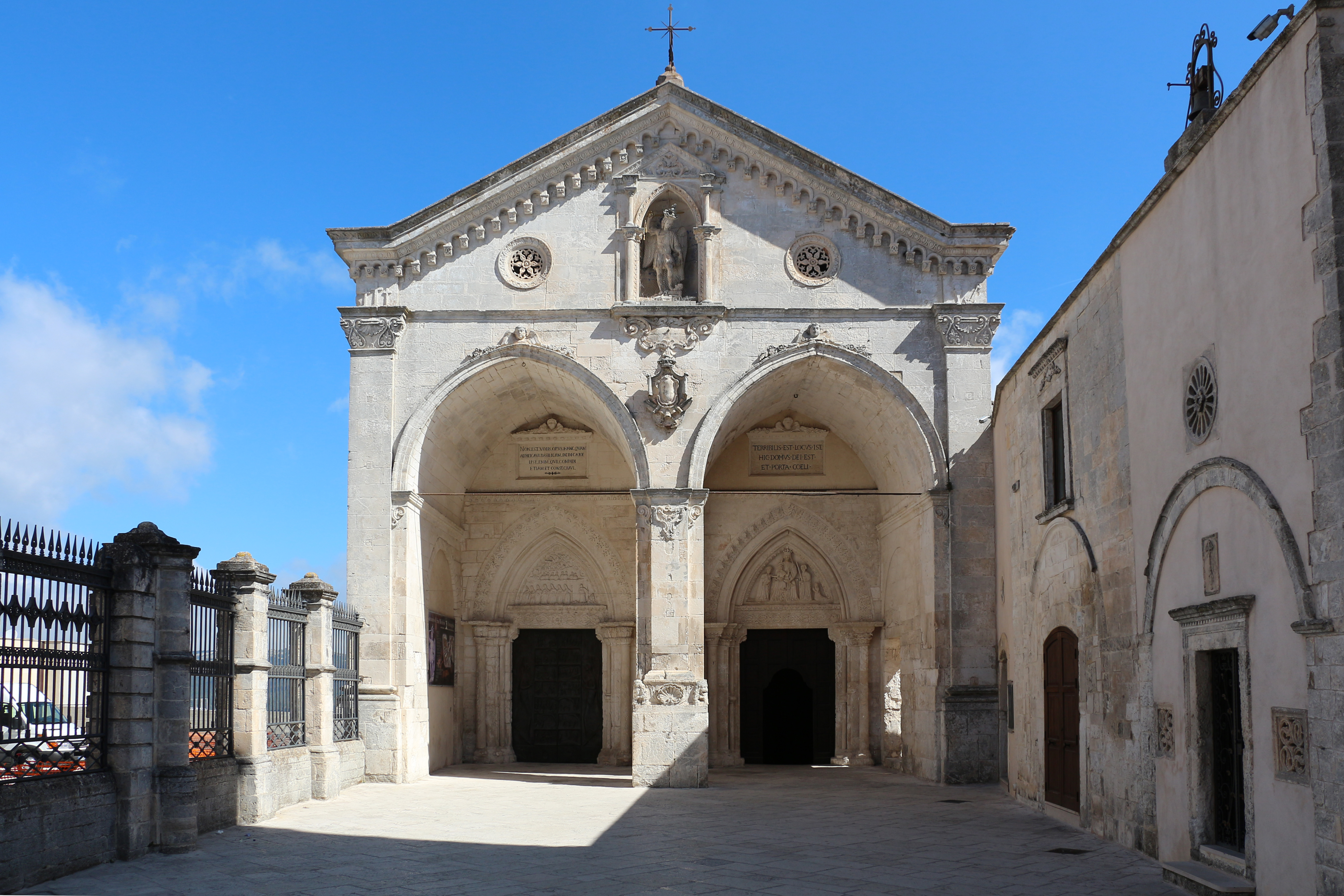
Entrée du sanctuaire de l'archange Saint Michel
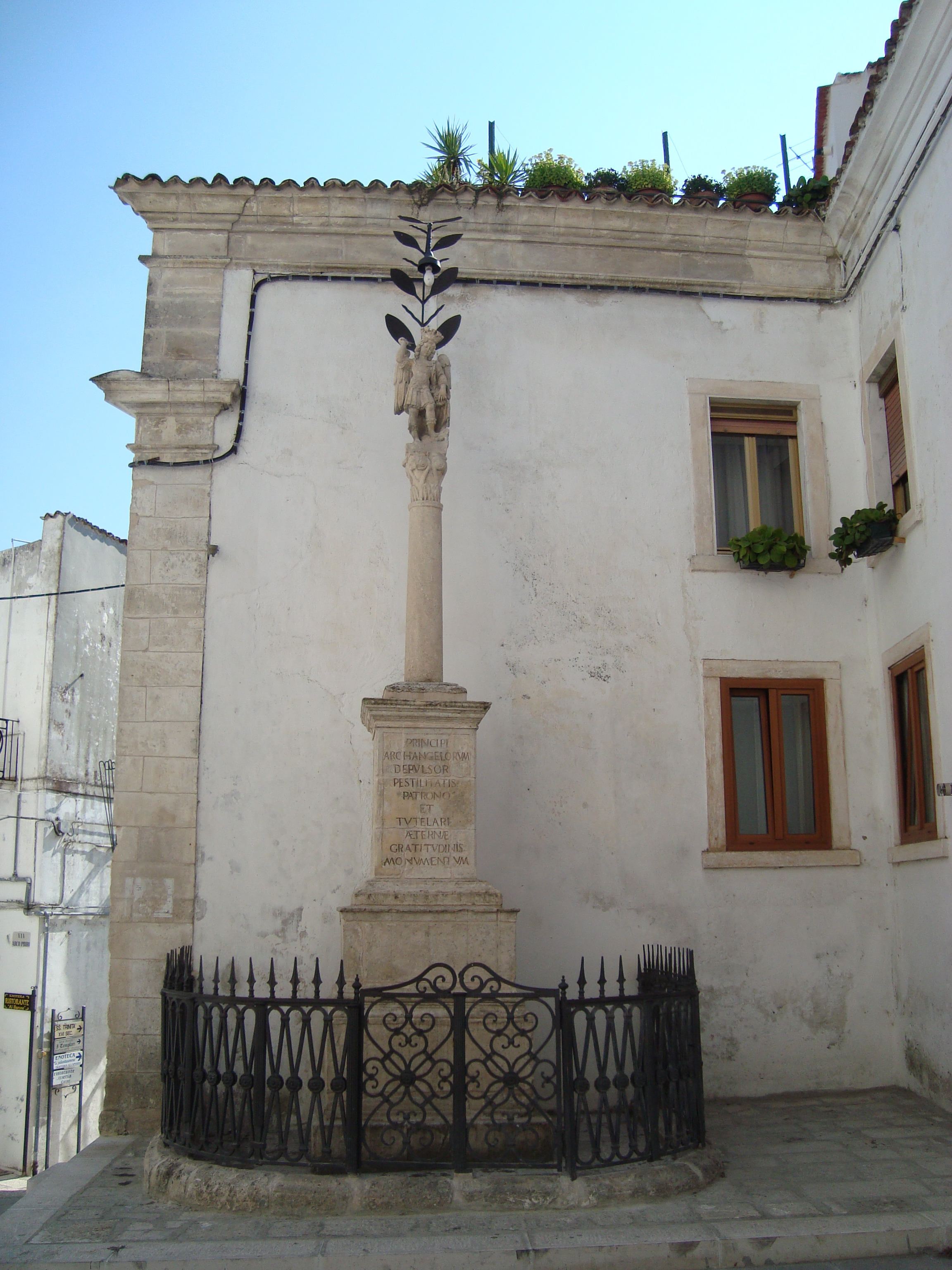
La colonne de l'archange
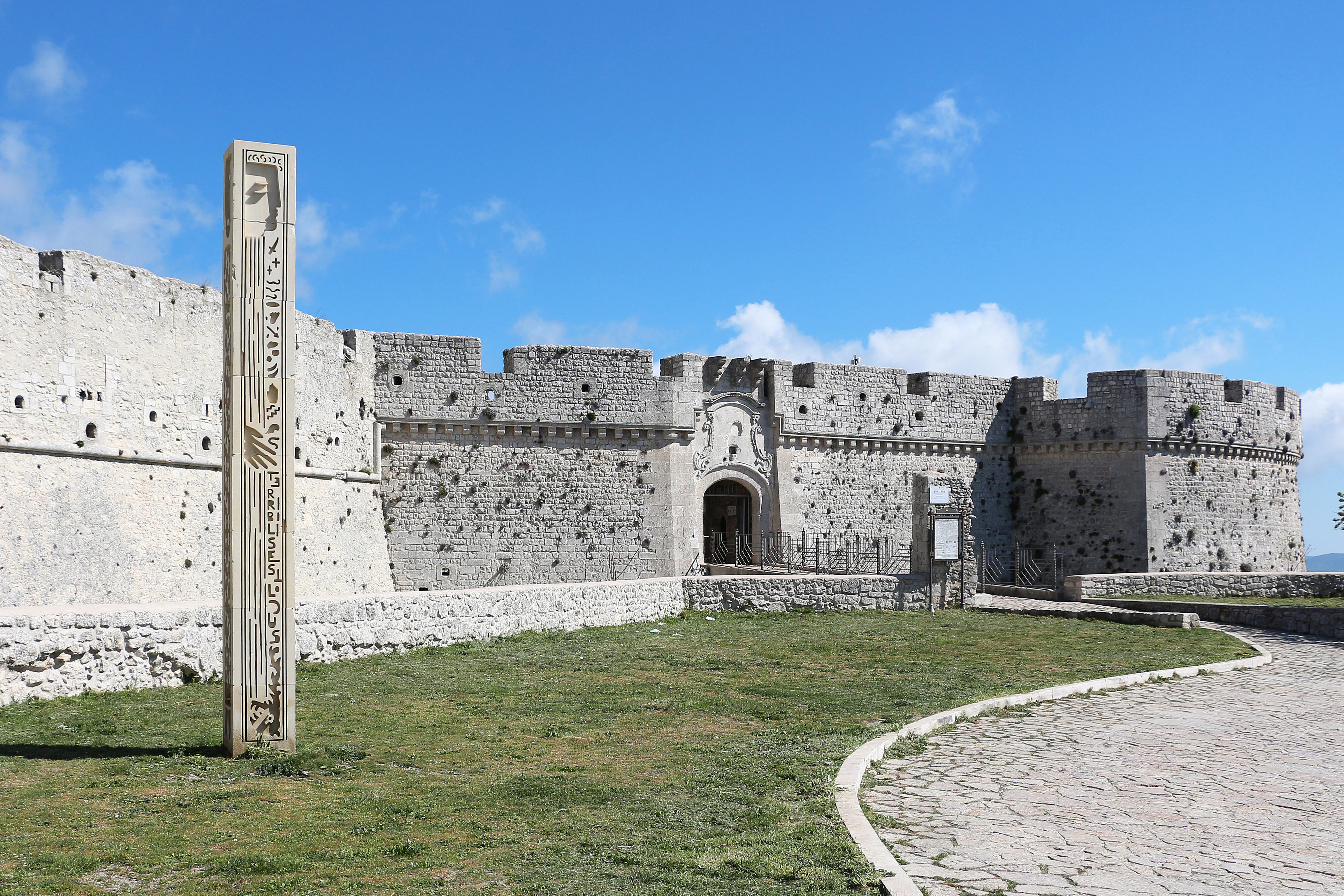
Château de Monte Sant'Angelo